# 第二次世界大戰太平洋戰區

太平洋戰場區域地圖（分北太平洋區、中太平洋區、西南太平洋區及東南太平洋區）、左上角大陸画為中緬印戰區，紅線內為大日本帝國勢力範圍

盟軍在太平洋戰區的指揮架構圖

1939年亞太地區政局的形勢圖

太平洋戰區是第二次世界大戰期間，盟軍英、美等國所主導規劃的四大戰場區域之一。該戰區的同盟國勢力以美國海軍、陸軍與陸戰隊和中國軍隊組成佔絕大多數，其他國家有英國、紐西蘭、澳大利亞、加拿大、墨西哥及斐濟等國軍隊；相對的軸心國則以大日本帝國和泰國為主。

## 戰區的形成
太平洋戰爭爆發後的1942年3月由美國參謀長聯席會議（JCS）將太平洋戰場畫分為：
- 太平洋戰區（POA），以尼米兹上將為最高指揮官、該區又可分為：
  - 中央太平洋戰區：範圍在赤道至北緯42度之間的夏威夷群島、關島、中途島、硫磺島、台灣、琉球群島、日本列島等太平洋島嶼（但不包含菲律賓、所羅門群島、北海道等，也排除了中國大陸及東南半島）
  - 北太平洋戰區：在北緯42度以上，有阿留申群島、庫頁島、北海道及千島群島等環太平洋島嶼。

- 西南太平洋戰區（SWPA）：麥克阿瑟上將為該區最高指揮官，主要範圍在菲律賓、所羅門群島、新幾內亞、澳大利亞及印度尼西亞 等島嶼（不包含蘇門答臘、新加坡島及東南半島）。

- 東南太平洋戰區：巴拿馬沿岸至紐西蘭海域之間。

其中又以太平洋戰區及西南太平洋戰區為主要的兩個戰場，規劃在1942年5月6日正式實施。

## 太平洋戰場最高指揮官
同盟國：
- 美國海軍‧尼米兹上將
- 美國陸軍‧麥克阿瑟上將

軸心國
- 大日本帝國海軍‧山本五十六大將
- 大日本帝國海軍‧南雲忠一大將

## 其他第二次世界大戰主要戰場
- 中緬印戰區
- 二戰歐洲戰場
- 第二次世界大戰地中海、中東及非洲戰場

### 引用
1. ↑  Status of Allied Forces and Theater Boundaries, 2 July 1942 （页面存档备份，存于）. (網頁 （页面存档备份，存于）) 美國西點軍校. [2014年12月5日查閱] （英文）.

## 参見
- 第二次世界大戰
- 太平洋戰爭
- 珍珠港事件
- 中途島海戰
- 瓜達康納爾海戰
- 珊瑚海海戰
- 跳島戰略